# خالد اليحيا
خالد سليمان اليحيا (16 يونيو 1976م). هو المدير السابق لبرامج إثراء بمركز الملك عبد العزيز الثقافي العالمي. تميز بمحاضراته العلمية التي تصاغ بقالب أدبي ملهم ومثير، وكان من الرموز الثقافية الفعالة بحسابه في سناب شات الذي لاقى شهرة كبيرة.
تولى الدكتور خالد اليحيا مناصب متعددة، إذ عمل أستاذاً للفيزياء بجامعة الملك فهد للبترول والمعادن 1427هـ-2007م، واستشارياً ثم رئيساً لقسم الفيزياء الطبية بمستشفى سعد التخصصي 1428هـ-2007م ومستشاراً علمياً لمؤسسة الملك عبد العزيز ورجاله للموهبة والإبداع «موهبة» 1429هـ-2008م، ومديراً للبرامج التعليمية بمركز الملك عبد العزيز الثقافي العالمي 1431هـ- 2010م، ومديراً لبرامج إثراء بمركز الملك عبد العزيز الثقافي العالمي 1436هـ-2014م، ومستشاراً في وزارة شؤون مجلس الوزراء والمستقبل في الإمارات العربية المتحدة 1437هـ-2016م.

## التعليم
التحق بجامعة الملك فهد للبترول والمعادن تخصص فيزياء عام 1993 ليتخرج منها بدرجة البكالوريوس مع مرتبة الشرف عام 1998، ثم اُبتعث عام 2000 إلى واحدة من أعرق الجامعات بكندا جامعة مكغيل لمواصلة دراسته، قضى 7 سنوات في كندا تتوجت بحصوله على درجة الماجستير في الفيزياء الطبية، والدكتوراه مع مرتبة الشرف أيضاً في الفيزياء الطبية من جامعة مكغيل.

## العمل
عاد إلى المملكة العربية السعودية وعمل أستاذاً للفيزياء بجامعة الملك فهد للبترول والمعادن من يناير إلى يوليو في 2007. عمل في مستشفى سعد التخصصي من 2007 إلى 2010 حيث قاد الفريق لتأسيس مركز العلوم الصحية، وعمل في نفس الفترة مستشاراً علمياً لمؤسسة الملك عبد العزيز ورجاله للموهبة والإبداع «موهبة» من 2008 إلى 2010 أطلق مبادرة تهدف إلى تعزيز الوعي العام وفهم العلم وتقديم مساهمات غير تقليدية في تعليم العلوم.
ترأس الدكتور خالد البرامج التعليمية بمركز الملك عبد العزيز الثقافي العالمي من 2010 إلى 2014، حيث قام بتصميم برامج مركز الإبداع، والمكتبة العامة، والبرامج التعليمية، كما أنه أدار مبادرة أرامكو السعودية لإثراء الشباب التي تستهدف الوصول إلى مليوني شاب وفتاة بحلول عام 2020 لغرس حب تحصيل المعارف والعلوم، ومهارات القيادة والتفكير الإبداعي وروح الريادة في الأعمال، بالإضافة إلى تشجيع التذوق الفني والثقافي بحيث يتحقق التوازن بين الملكات العقلية والوجدانية في تنمية أجيال المستقبل. وقد قام الدكتور خالد بتصميم وتنفيذ العديد من البرامج التي تركز على صناعة قيادة شبابية علمية وثقافية تحفز لروح العطاء وخدمة المجتمع والشعور بالانتماء.
أصبح مديراً لبرامج إثراء بمركز الملك عبد العزيز الثقافي العالمي في نوفمبر 2014 إلى سبتمبر2016، حيث أدار تطوير البرامج للمنشأة الأيقونية بما في ذلك المكتبة والمتحف ومركز الإبداع والمسرح وأرشيف أرامكو السعودية وبرج المعرفة، وإدارة أكبر مؤسسة تعليمية لا منهجية في الشرق الأوسط تتضمن تصميم وتطوير 2000 ورشة عمل عامة من الأدب والعلوم الشعبية والفنون البصرية ومهارات التنمية الذاتية والقيادة إلى الأحداث الجارية. بالإضافة إلى، إدارة الجهود المبذولة لإنشاء أكبر مكتبة للمواد التعليمية عبر الإنترنت متاحة باللغتين العربية والإنجليزية مع تصميم وتشغيل مكون حجر الأساس الذي من المقرر أن يكون أكبر مركز للصناعة الإبداعية في المنطقة.
انتقل بعدها للعمل في رئاسة مجلس الوزراء في حكومة الإمارات العربية المتحدة، وعمل ضمن فريق مبادرات محمد بن راشد العالمية، وساهم في مبادرة تحدي القراءة العربي وصناع الأمل التي حازت على جماهيرية كبرى في العالم العربي.

## المحاضر
الدكتور خالد يقوم بالقاء الكثير من المحاضرات والندوات العلمية التي يكون لها محتوى علمي أدبي ملهم ودائما يستشهد بقصص حقيقية وحقائق علمية رائعة تبهر المستمعين والحاضرين ويجعلهم دائما حريصين على حضور جميع الندوات التي يقوم بالقائها. وتتم دعوته للعديد من المحاضرات في أرقى الجامعات العالمية، حيث تحدث في جامعة هارفارد وستانفورد، بالإضافة للجامعة الأمريكية ببيروت والشارقة.

## الكاتب والمؤلف
كتب العديد من المقالات في صحيفة اليوم بشكل شبه اسبوعي في 2005، وعدد بسيط من المقالات في مدونة أشرف فقيه من 2010 إلى 2013.

### قلم المرايا
كتب القصة وسيناريو الفليم. من يمتلك قلم المرايا  سيكتب به سطراً خالداً في ذاكرة البشر إلى الأبد. فيلم عن قيمة التمسك بالماضي والكتاب والقلم، يسافرُ بنا أربعين سنة إلى المستقبل من بعدِ طباعة آخر كتاب ورقي. يبحثُ بطل الفيلم ’ قيس’ عن قلم المرايا داخل مكتبة قديمة مليئة بالألغاز. إخراج بدر الحمود.

### كتاب الرمال
كتب الدكتور خالد نص الفليم عن قصة «كتاب الرمال»  للشاعر والأديب الراحل خورخي لويس بورخيس. يحكي الفيلم حكاية أمين مكتبة يحصل على كتاب مختلف عن كل الكتب، وتبدأ الأحداث في التعاقب راوية حكاية الإنسان مع الكتب والمعرفة في سياق متشابك معقد، مسرود بطريقة آخاذة ومن خلال صور بصرية مدهشة، تحاول التقاط الكثير من عوالم التاريخ والأدب والفنون والعلوم. للمخرج بدر الحمود.

## اقتباسات
- تذكر دائماً أنك إنسان لم يشهد له العالم مثيلاً.. وأنك حقاً فريد «تماماً..مثل كل الناس..الآخرين»
- ليس ما يستحق المعرفة نعرفه.. وليس كل ما نعرفه يستحق المعرفة
- إبداع الإنسان هو في أن يصنع لنفسهِ مساحة آمنة للخطأ. وعبقريته تكمن في أن يعرف أي خطأ من أخطائه يستحق أن يُحتفظ به ويُحتفى به!
- الذي يريد أن يفهم تطور العلوم عليه أن يمشي في مقبرة الأفكار الميتة...... العلوم تتجدد جنازة إثر جنازة.

## البرامج التلفزيونية

### كابتشر
هو برنامج ثقافي من تقديم وكتابة «الدكتور خالد»، عُرِضَ البرنامج في 30 حلقة خلال شهر رمضان 1438 هـ/2017م على شاشة قناة العربية. قُدّم البرنامج بشكلب حلقات قصيرة تلقي الضوء على أحداث ومواضيع متنوعة، بقصص مدهشة وصادمة، وبحسب تعبير الدكتور خالد: (هو برنامج عن قصص أناس من الذين غيروا مسار التاريخ بطريقتهم الخاصة..الذين لم يبنوا أهرامات ليموتوا فيها، ولا معابد مذهبة ليصلوا بها، ولا صروحاً من رخام لينقشوا أسماءهم عليها، وكانوا الأمثلة على أن التاريخ متخم بعظماء عاشوا في الظل وحققوا بطولات لا شبيه لها عند أولئك الذين اختطفوا صفحاته).

### Sub سكرايب
هو برنامج تلفزيون واقع ترفيهي، يجمع بين الخيال والمعرفة والإبداع والتجريب بأيدي أربعة شبان متحمسين من السعودية هدفهم خلق جيل خلاق من الشباب في وطننا العربي، على شاشة قناة إم بي سي 1. أشرف على محتواه الدكتور خالد.

## وصلات خارجية
- مقالات الدكتور خالد في مدونة أشرف فقيه
- صفحة الدكتور خالد في موقع لينكد إن
- مقبرة الحقائق Cemetery of facts | Khalid AlYahya | TEDxKingSaudUniversity
- https://www.youtube.com/watch?v=ATv4OytqH2M
- «أرامكو» تطلق مبادرة تدريبية لإثراء «الشباب»
- فعاليات مركز الملك عبد العزيز الثقافي العالمي وما يتيحه للشباب
- https://www.youtube.com/watch?v=TRRhEY-ffG4&t=4s